# Castellano (Einheit)
Der Castellano war ein Gold- und Silbergewicht in Spanien.  Er war der 50. Teil vom Marco.
Als spanische Goldmünze war es der Wert von 3 1/5 Taler.
Die Maßkette als Gewichtsmaß war
- 1 Castellano = 8 Tomines = 24 Karat/Quilates = 96 Granos
- 1 Castellano = 4,60135 Gramm (chilenischer Wert)